# ۱۴۳۴ (میلادی)
۱۴۳۴ (میلادی) هزار و چهارصد و سی و چهارمین سال تقویم میلادی است.

## درگذشتگان
‎